# Manica (provins)
Manica er en provins i Mozambique med en befolkning på 974.208 indbyggere (1997) og et areal på 61.661 km². Hovedbyen er Chimoio. 
19°30′S 33°15′Ø / 19.5°S 33.25°Ø